# مدیریت میانی
مدیریت میانی (انگلیسی: Middle management) به مدیریت سطح متوسط یک سازمان سلسله‌مراتبی اطلاق می‌شود، که در فرایندهای اداری، به مدیریت ارشد گزارش می‌کند و مسئول حداقل دو نفر از کارمندان پایینتر از خود می‌باشد. بر خلاف مدیریت صف، بخش‌های زیرمجموعه مدیران میانی با سیستم مدیریت اجرایی (یا نیمه اجرایی) مدیریت می‌شود و اغلب حقوق و مزایایی برابر مدیران ارشد دریافت می‌کنند. وظیفه اصلی مدیران میانی، اجرای استراتژی شرکت، مدیریت فرایند کار، اطمینان از مطابقت با الزامات سازمان، رهبری افراد و تهیه گزارش به بالاترین سطح مدیریت می‌باشد.